# Metropolitanska stolnica Medellín
Metropolitanska stolnica Medellín (špansko Catedral Basílica Metropolitana de Medellín, uradno Catedral Basílica Metropolitana de la Inmaculada Concepción de María), je stolna cerkev katoliškega čaščenja, posvečena Devici Mariji v skladu z dogmo o brezmadežnem spočetju. Stoji v osrednjem območju mesta Medellín (Kolumbija), v soseski Villanueva, na severni strani parka Bolívar. Tempelj se je prej imenoval in je še vedno znan, vendar v manjšem obsegu, kot stolnica Villanueva, zlasti med gradnjo, da bi ga razlikovali od cerkve La Candelaria, ki je bila takrat škofovski sedež.
Stolnica je glavni tempelj nadškofije Medellín, sedež nadškofa, pa tudi metropolitanskega kapitlja. Prav tako je sedež "stolnične župnije". Leta 1948 je papež Pij XII. podelil templju liturgični naziv manjša bazilika.
Stavbo je zasnoval francoski arhitekt Charles Émile Carré (1863-1909) v neoromanskem slogu, ima tloris latinskega križa, sestoji iz treh vzdolžnih ladij, ki jih prečka transept, njena dva stolpa sta visoka 53,20 m. V tlorisu meri 4608 m² in v celotnem kompleksu pa 7300 m². Bazilika je velika masivna opečna konstrukcija, saj je bilo za njeno gradnjo uporabljenih približno 1.120.000 opek po 8 kubičnih decimetrov (spojenih z malto), ki obsegajo prostornino 97.000 kubičnih metrov.
Okrasje je izvedel italijanski arhitekt Giovanni Buscaglione, ki je zasnoval baldahin, oltarje, prižnico, kor, vitraje, tlak in druga okrasna dela.
Zaradi svoje zgodovinske vrednosti in zaradi tega, ker je eno glavnih arhitekturnih del države, je bila stolnica predlagana za nacionalni spomenik Kolumbije z resolucijo 002 z dne 12. marca 1982 in končno razglašena za kulturno dobro nacionalnega značaja -BIC- (ekvivalentno staremu naslovu Državni spomenik) z Resolucijo 1686 Ministrstva za kulturo Kolumbije iz 1. decembra 2004.
Ima tudi majhen muzej verske umetnosti v sobi, ki meji na baziliko in ni odprt za javnost. Zbirka šteje približno 40 slikovnih del (med 17., 18. in 19. stoletjem) in 15 kiparskih del (med 18. in 19. stoletjem).

## Značilnosti stavbe
Cerkev je triladijska bazilika s transeptom v obliki latinskega križa. Vsaka vzdolžna ladja ima dostop skozi glavno fasado in se konča z apsidami, poleg tega imata stranski ladji na svojih straneh po dva dostopa, ki komunicirata s stranskimi atriji.
Glavno pročelje sestavljata dva stolpa, ki ju povezuje telo, ki uokvirja osrednjo ladjo in kjer so tudi vrata, ki komunicirajo neposredno z vzdolžnimi ladjami.
Stebri so gladki, pravilne valjaste oblike, imajo reformirane ali degenerirane korintske kapitele, zelo značilne za romaniko, ki so bili zgrajeni po Soléjevi zasnovi (razen tistih v marmorju); poleg 16 stebrov, ki ločujejo vzdolžne ladje, ima bazilika še dva, ki podpirata emporo, 64 v zgornjem delu osrednje ladje, 32 v apsidalnih oknih, 68 v okrasnih obokih prečne ladje, 4 v sekundarnih apsidah, več kot 120 v sprednjem delu, 16 v oknih apside in stranskih kapelic, skupaj 330.
- Prerez temeljev stolnice
- Detajl prereza notranjosti
- Detajl pogleda notranjosti
- Splošni pogled na glavno fasado
- Pogled na zahodno stransko fasado

## Material in struktura
Stolnica je zgrajena iz polne opeke, ki je vidna tako zunaj kot znotraj, za njeno gradnjo pa je bilo uporabljenih približno 1.120.000 opek po 8 kubičnih decimetrov, ki imajo skupno maso 11.000 kubičnih metrov in prostornino 97.000 kubičnih metrov. 
Konstruktivno bazilika deluje z nosilnimi stenami, ki vso težo prenašajo na temelje, ti pa na tla, ima tudi opornike za ojačitev sten, predvsem tam, kjer so deležni večjih bočnih potiskov. Stene imajo povprečno debelino od 1,70 do 2 m, stebri vzdolžnih ladij pa 1,20 m v premeru. Temelji so bili vgrajeni na skalo, kamniti previsi pa segajo do višine oken; te podrobnosti zaradi opečne obloge ni mogoče opaziti.
Okna so ozke in podolgovate odprtine, zaključene z lokom, ta oblika, ki je tako pogosta v romaniki, se bolj odziva na strukturne razloge, kot na estetiko ali ponuja somračno okolje znotraj bazilike.

## Notranjost
Za notranjost templja je značilno, da je mračno in mirno okolje, ki se spreminja le med verskimi praznovanji; njeni različni prostori so jasno opredeljeni. Ima tri vzdolžne ladje, glavno ali osrednjo in dve stranski, ki ju prekriža transept ali prečna ladja, ki tvori krake križa, pri srečanju med slednjo in osrednjo ladjo pa nastane prostor, imenovan križni kvadrat. Vsaka vzdolžna ladja ima na južnem koncu dostope iz glavne fasade, na severu pa se končajo z obokanimi apsidami.
Od juga proti severu najprej najdemo sotacoro ali preddverje, območje, ki je pod pevsko emporo in stolpi, pred vzdolžnimi ladjami in je nekakšen predprostor; v njem so kropilniki, dve postaji Križevega pota, na vzhodnem in zahodnem koncu pa sta dve obokani trapezni apsidi, vsaka vsebuje marmorno oltarno sliko in sta zaprti z vrati. Prav tako ima vsaka apsida dvoje vrat, ki vodijo do stopnic, ki so med zidovi in povezane z emporo in stolpi, poleg tega ima zahodna tudi dvigalo.
Glavna ladja je široka 14,50 m in dolga 98,45 m, vključno z debelino zidov; od stranskih je ločena z dvema lokoma na obeh straneh, sestavljena iz dveh nizov po osem stebrov (skupaj 16), ki merijo, vključno z bazami in kapiteli, v višino 9 m in 1,20 m v premeru in jih povezujejo polkrožni loki premera 1,70 m. Nad temi oboki je v zgornjem delu osrednje ladje na obeh straneh niz slepih obokov, ki opravljajo izključno dekorativno funkcijo, na teh pa sta dve vrsti po 8 oken, nato pa ladjo prekriva dvokapna streha, ki jo tvorijo debeli leseni tramovi.
Vzdolž glavne ladje proti severu se nadaljuje območje transepta, ki je nekakšen predprostor za prezbiterij. Ta prostor je kvadratne oblike in ima vsaka stran enako širino kot osrednja ladja, poleg tega pa se v to območje dviga stolp transepta, ki izstopa na zunanji strani, ki se imenuje kupola in ima 3 okna na vsaki strani. Na koncu se osrednja ladja konča v zgornjem kraku križa, ki obsega prezbiterij, prostor s katedro, glavni oltar z baldahinom in korne klopi za kanonike, ki obdajajo polkrožno apsido s premerom 14,50 m in prekrito z opečnim obokom, katerega maltni spoji tvorijo odlično izvedeno čipko.
- Pogled na osrednjo ladjo
- Niz stebrov med osrednjo in stransko ladjo
- Baldahin
- Katedra ali škofovski sedež
- Prižnica

Stranski ladji potekata skoraj po celotni dolžini glavne ladje, široki sta 8 metrov in sta razmejeni med že opisanimi oboki in steno, ki je obrnjena proti zunanjosti. Vsaka ladja ima v svoji steni, pet spovednic, vgrajenih v steno, 8 oken z vitraji in sovpadajo z osjo 6 oken, tu so tudi postaje Križevega pota.
Transept, ki, kot že omenjeno, tvori krake križa, se razteza od vzhoda proti zahodu, je dolg 63,40 m in širok 14,50 m kot glavna ladja. Razdeljen je na dve področji, na koncu vsakega kraka je marmorna oltarna slika. V severnem so dostopi do raznih prostorov, tudi v zakristijo.
Zakristija stolnice je edina soba, ki morda ni bila preoblikovana in je ostaja skoraj nedotaknjena, kot je bila zgrajena. V njej se hranijo predmeti, ki so nujni za verske obrede, kot so neposvečene hostije, kelihi, ipd.
Kapiteljska dvorana, kot pove že njeno ime, se uporablja za sestanke stolnega kapitlja. Dvorana je pravokotna in velika, s preprostim izgledom, stene so ometane, brez izpostavljene opeke kot preostali del templja. Ima več kosov pohištva, ki so nekoliko starinski, in niso sodobni tistimi iz zakristije. Glavna in tista, ki izstopa na prvi pogled, je velika vzdolžna miza, obdana z vrsto stolov.
V baziliki je več umetniških del priznanih umetnikov, ki so na različnih mestih templja, večina jih je stalno na ogled, nekaj pa le v določenih letnih časih.